# Yvonne Strahovski
Yvonne Jacqueline Strzechowski (Sídney, 30 de julio de 1982), conocida artísticamente como Yvonne Strahovski, es una actriz australiana.

## Primeros años
Yvonne Strahovski nació en Campbelltown, un suburbio de Sídney, como Yvonne Strzechowski, hija de Peter y Bozena Strzechowski. Sus padres emigraron de Varsovia, Polonia, a Australia. Adoptó el apellido Strahovski cuando comenzó a trabajar en la serie Chuck, a petición del productor de la serie, Josh Schwartz, debido a la difícil pronunciación de su apellido de nacimiento. Su padre es un ingeniero electrónico y su madre trabaja como técnica de laboratorio.
La lengua materna de la actriz es el polaco, y posteriormente aprendió a hablar inglés en la escuela y también practica un poco el español. Cuando está con su familia, habla su lengua natal.
Si bien Strahovski vive en Los Ángeles desde 2007, viaja a Sídney regularmente por cuestiones laborales.

## Carrera
Cursó sus estudios en el Santa Sabina College, en Strathfield, donde fue una estudiante excelente, y posteriormente se graduó en teatro en la Western Sydney University. Además, tomó lecciones de danza a partir de los cinco años de edad.
Su primera actuación fue en una obra de la escuela, donde interpretó a Viola en una producción de “Twelfth Night”.
Ante las cámaras, debutó en Australia participando en varias películas y series de televisión locales. Después de graduarse en el Teatro Nepean (instituto perteneciente a la Escuela de Artes Contemporáneo en la Universidad del Oeste de Sídney) en 2003, rápidamente se hizo popular. Su talento la llevó a ser contratada por el Canal 7 de Australia para participar en la serie Headland. Aunque el show duró poco, fue suficiente como para obtener un papel en la película para televisión Blackjack-Dead Memory. Luego, actuaría como Martina en la serie del Canal 9 de Australia Sea Patrol.
Al llegar a Los Ángeles (California), envió un vídeo para la serie de televisión Chuck, de la cadena NBC, mientras audicionaba para Bionic Woman. Envió un video para la audición mientras se enteraba del resultado de los otros dos trabajos. Fue contactada por los productores de la serie para "practicar diálogos" con Zachary Levi. Los productores la llamaron una semana después para avisarle que formaría parte del elenco de Chuck en el papel protagonista de Sarah Walker. Seis meses después se mudó a Los Ángeles.
Strahovski habla polaco fluidamente y lo usó en un breve diálogo con un colega (Tim Loden, su novio en la vida real) en un episodio de Chuck, "Chuck contra el Wookiee", y de nuevo en los episodios "Chuck contra las tres palabras" y "Chuck contra la luna de miel". De todas maneras, habla con un acento estadounidense bastante decente, aunque habló brevemente con un acento australiano en el episodio "Chuck contra la ex".

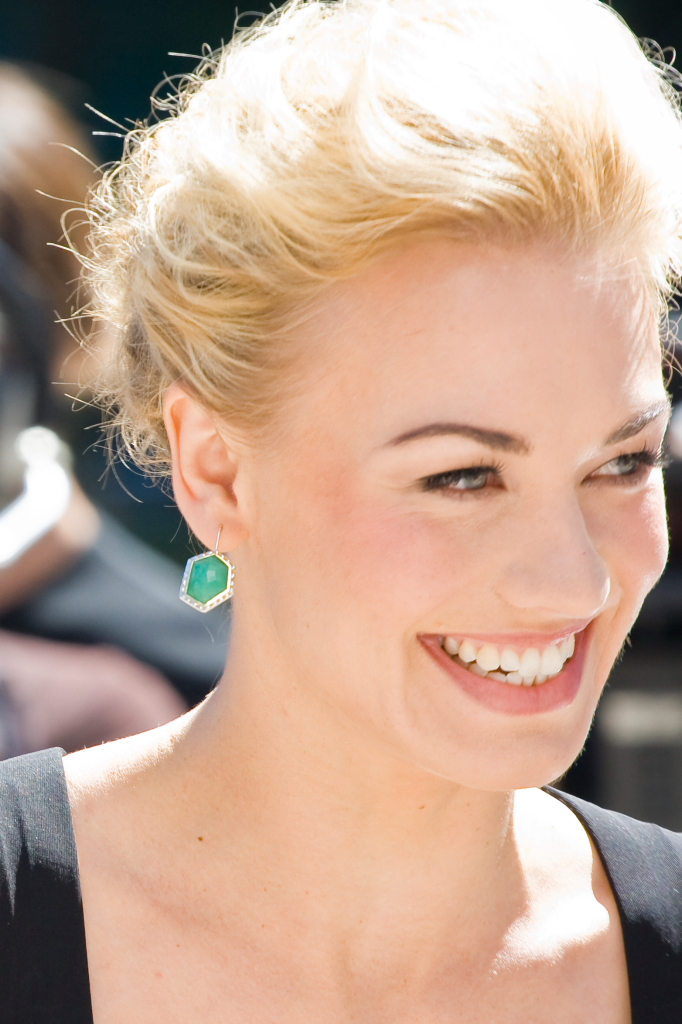
Strahovski en el Festival Internacional de Cine de Toronto de 2011.

Strahovski aparece en los videojuegos Mass Effect Galaxy, Mass Effect 2 y Mass Effect 3 como la voz e imagen de Miranda Lawson. Escanearon y la volvieron de forma animada para interpretar el papel de Miranda Lawson en Mass Effect 2. Strahovski puso voz al spin-off de Parasite Eve The 3rd Birthday, el cual fue lanzado en marzo de 2011 para PlayStation Portable. También apareció en CollegeHumor en abril de 2011, haciendo una parodia de Katy Perry, Ke$ha y Lady Gaga.
En 2006 filmó la película australiana Gone (en español, Viaje a lo inesperado). La película fue estrenada en 2007.
En 2007, Yvone filmó The Canyon, una película de suspense dirigida por Richard Harrah, y además apareció en la película Persons of Interest, como Lara.
En 2010, Strahovski recibió el Teen Choice Award por Mejor Actriz en una Serie de Acción por Chuck, así como una nominación para los Spike Video Awards por Mejor Actuación Humana Femenina en Mass Effect 2. En 2011, Strahovski fue nominada nuevamente para los Teen Choice Awards por Choice Action TV Actress. En 2011, Cosmopolitan Magazine (Australia) nombró a Strahovski como la Mujer más divertida y valiente del año junto a su premio de Actriz de TV Favorita. En noviembre de 2011, formó parte del elenco de la película I, Frankenstein.
En 2011 apareció como Anne Frazier en Killer Elite, junto a Jason Statham, Clive Owen y Robert De Niro. El 11 de mayo de 2011 se unió a la comedia The Guilt's Trip, junto a Seth Rogen y Barbra Streisand.
Ha aparecido en revistas como Modern Dog, Maxim, Dirrty Glam y Saturday Night. Quedó en el puesto 24 en la lista de las mujeres más sexys de televisión de Wizard's Magazine en marzo de 2008, en el puesto 77 de las 100 mujeres más sexys según Maxim en 2010 y quedó en el puesto 50 en la lista de Australia de las 100 mujeres más sexys del mundo de FHM. En 2012 posó para un comercial de SoBe, una bebida estadounidense.

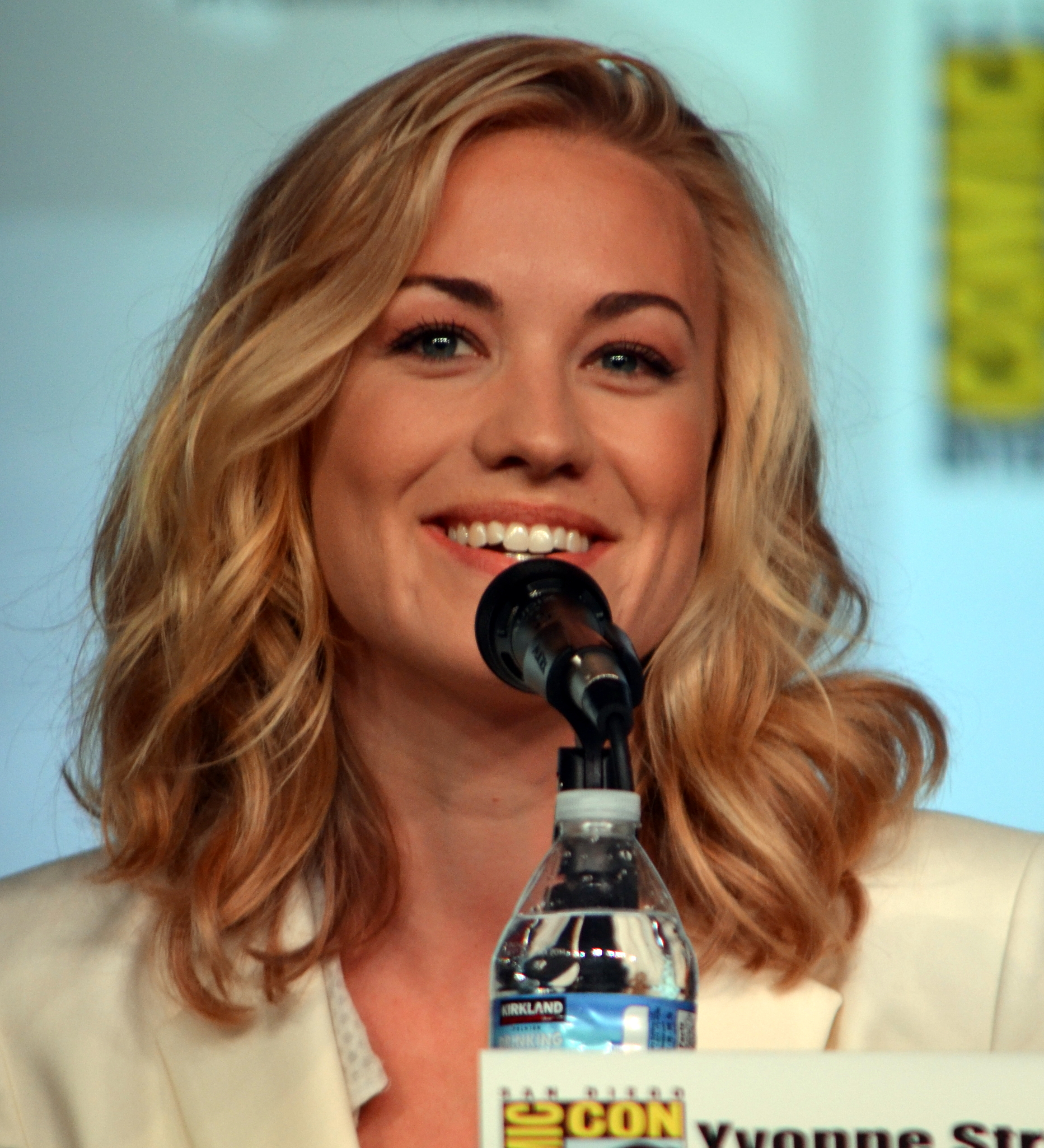
Strahovski en la Convención Internacional de Cómics de San Diego de 2012.

En mayo de 2012, estuvo en el puesto 35 en la lista de las 100 mujeres más sexys de Maxim del año. En junio de 2012 la cadena Showtime anunció que la actriz se uniría al elenco de la séptima temporada de la serie Dexter, en el rol de Hannah McKay, una mujer "fuerte e independiente que ha luchado por dejar su pasado atrás".
Strahovski apoya a la Fundación PETA y apareció en un comercial de la campaña Adopt, Don't Buy.
En 2017 dio vida a Serena Joy Waterford en la serie de televisión The Handmaid's Tale, basada en el libro homónimo de la autora canadiense Margaret Atwood.

## Vida personal
Tuvo una relación de noviazgo con el actor australiano Matt Doran entre 2006 y 2007. Desde 2009 hasta la actualidad mantiene una relación sentimental con Tim Loden, actor que realizó un cameo en Chuck. En 2017 se casaron. Su primer hijo, un niño llamado William, nació en octubre de 2018. Su segundo hijo nació en diciembre de 2021. En junio de 2023 se hizo público que estaban esperando su tercer hijo. Su tercer hijo nació en diciembre de 2023.

## Filmografía

### Cine
| Año  | Título                                | Personaje             | Notas                                                                                                |
| ---- | ------------------------------------- | --------------------- | --- |
| 2007 | Gone                                  | Sondra                | Como Yvonne Strechowski                                                                              |
| 2007 | Persons Of Interest                   | Lara                  | Cortometraje. Aparece como Yvonne Strechowski                                                        |
| 2008 | The Plex                              | Sarah                 | |
| 2008 | The Canyon                            | Lori                  | Estreno en cines: 23 de octubre de 2009                                                              |
| 2009 | I Love You Too                        | Alice                 | Estreno en cines: 6 de mayo de 2010 (Australia) Lanzamiento en DVD: 6 de octubre de 2010 (Australia) |
| 2010 | Matching Jack                         | Veronica              | |
| 2010 | LEGO: The Adventures of Clutch Powers | Peg Mooring           | No fue lanzada en cines, sino que se la lanzó directamente en DVD.                                   |
| 2011 | Killer Elite                          | Anne Frazier          | |
| 2011 | The Outback                           | Miranda               | Voz                                                                                                  |
| 2012 | The Guilt Trip                        | Jessica               | |
| 2014 | Yo, Frankenstein                      | Terra Wessex          | |
| 2015 | Shadows from the Sky                  | Jill                  | Protagonista                                                                                         |
|      | Batman: Bad Blood                     | Kate Kane/Batwoman    | Voz                                                                                                  |
| 2016 | Manhattan Night                       | Caroline Crowley      | Protagonista                                                                                         |
| 2018 | El Depredador                         | Emily McKenna         | Secundario                                                                                           |
| 2018 | He's Out There                        | Laura                 | Protagonista                                                                                         |
| 2019 | Angel of mine                         | Claire                | |
| 2021 | The Tomorrow War                      | Coronel Muri Forester | |

### Televisión
| Año           | Título                   | Personaje                              | Episodios                                   | Notas |
| ------------- | ------------------------ | -------------------------------------- | ------------------------------------------- | --- |
| 2004          | Double the Fist          | Suzie                                  | 1 episodio                                  | Episodio: "Fear Factory" |
| 2005–2006     | HeadLand                 | Freya Lewis                            | 26 episodios                                | |
| 2007          | Sea Patrol               | Agente especial Martina Royce          | 1 episodio                                  | Episodio: "Cometh the Hour" |
| 2007–2012     | Chuck                    | Agente especial de la CIA Sarah Walker | 91 episodios                                | Coprotagonista Ganadora de los Teen Choice Awards en 2010 por Mejor Actriz Principal en una Serie de Acción Ganadora de los TV Guide Awards TV Guide Award for Favorite Couple (Compartido con Zachary Levi) Nominada a los Teen Choice Awards en 2011 y en 2012 por Mejor Actriz Principal en una Serie de Acción |
| 2012 - 2013   | Dexter                   | Hannah McKay                           | 10 episodios                                | Papel recurrente |
| 2014          | Louie                    | Blake                                  | 1 episodio; temporada 4, episodio 2; Modelo | |
| 2014          | 24: Live Another Day     | Kate Morgan                            | 12 episodios                                | |
| 2015          | The Astronaut Wives Club | Rene Carpenter                         | 10 episodios                                | |
| 2017-presente | The Handmaid's Tale      | Serena Joy Waterford                   | 20 episodios                                | |
| 2020          | Stateless                | Sofie Werner                           | 6 episodios                                 | |
| 2024          | Teacup                   | Maggie Chenoweth                       | 8 episodios                                 | |

### Videojuegos
| Año  | Título             | Personaje      | Notas                 |
| ---- | ------------------ | -------------- | --------------------- |
| 2009 | Mass Effect Galaxy | Miranda Lawson | Voz e imagen          |
| 2010 | Mass Effect 2      | Miranda Lawson | Voz e imagen          |
| 2011 | The 3rd Birthday   | Aya Brea       | Voz (versión inglesa) |
| 2012 | Mass Effect 3      | Miranda Lawson | Voz e imagen          |

## Premios y nominaciones
| Premios Primetime Emmy | Premios Primetime Emmy                    | Premios Primetime Emmy | Premios Primetime Emmy | Premios Primetime Emmy |
| Año                    | Categoría                                 | Trabajo nominado       | Resultado              | Ref.                   |
| ---------------------- | ----------------------------------------- | ---------------------- | ---------------------- | ---------------------- |
| 2018                   | Mejor actriz de reparto - Serie dramática | The Handmaid's Tale    | Nominada               | [ 35 ]                 |
| 2021                   | Mejor actriz de reparto - Serie dramática | The Handmaid's Tale    | Nominada               | [ 36 ]                 |

| Premios Globo de Oro | Premios Globo de Oro                                    | Premios Globo de Oro | Premios Globo de Oro | Premios Globo de Oro |
| Año                  | Categoría                                               | Trabajo nominado     | Resultado            | Ref.                 |
| -------------------- | ------------------------------------------------------- | -------------------- | -------------------- | -------------------- |
| 2019                 | Mejor actriz de reparto de serie, miniserie o telefilme | The Handmaid's Tale  | Nominada             | [ 37 ]               |

| Premios del Sindicato de Actores | Premios del Sindicato de Actores | Premios del Sindicato de Actores | Premios del Sindicato de Actores | Premios del Sindicato de Actores |
| Año                              | Categoría                        | Trabajo nominado                 | Resultado                        | Ref.                             |
| -------------------------------- | -------------------------------- | -------------------------------- | -------------------------------- | -------------------------------- |
| 2018                             | Mejor reparto - Serie dramática  | The Handmaid's Tale              | Nominada                         | [ 38 ]                           |
| 2019                             | Mejor reparto - Serie dramática  | The Handmaid's Tale              | Nominada                         | [ 39 ]                           |

### Otros premios
| Año  | Resultado | Categoría                                                  | Premios                                 |
| ---- | --------- | ---------------------------------------------------------- | --------------------------------------- |
| 2010 | Ganadora  | Mejor actriz principal en una serie de acción              | Teen Choice Awards                      |
| 2010 | Nominada  | Mejor actuación de una mujer                               | Spike Video Game Awards                 |
| 2011 | Nominada  | Mejor actriz principal en una serie de acción              | Teen Choice Awards                      |
| 2012 | Nominada  | Mejor actriz principal en una serie de acción              | Teen Choice Awards                      |
| 2011 | Ganadora  | Actriz favorita de televisión; Mujer más divertida del año | Cosmopolitan Magazine Award (Australia) |